# Vincenzo Lapuma
Vincenzo Lapuma (22 de janeiro de 1874 - 4 de novembro de 1943) foi um cardeal italiano da Igreja Católica. Ele passou quarenta anos na Cúria Romana e serviu como prefeito da Sagrada Congregação para os Religiosos de 1935 até sua morte. Ele foi elevado ao posto de cardeal em 1935.

## Biografia
Lapuma nasceu em Palermo e estudou no seminário de Palermo e no Pontifical Roman Athenaeum S. Apollinare em Roma. Foi ordenado ao sacerdócio em 13 de setembro de 1896, e depois atuou como professor no mesmo Ateneu e como auditor da Sagrada Congregação para Bispos e Regulares até 1908.
Lapuma foi elevado à categoria de Camareiro Privado de Sua Santidade em 8 de julho de 1907, e tornou-se Subsecretário da Sagrada Congregação para os Religiosos em 16 de fevereiro de 1916. Depois de ser nomeado Prelado Doméstico de Sua Santidade em 20 de novembro de 1917, foi nomeado Secretário da Sagrada Congregação para os Religiosos em 7 de abril de 1925. Como Secretário, ele serviu como o segundo mais alto funcionário daquele dicastério, sucessivamente sob os cardeais Camillo Laurenti e Alexis Lépicier, OSM.
O Papa Pio XI criou-o Cardeal-Diácono de Santi Cosma e Damiano no consistório de 16 de dezembro de 1935. Em 22 de dezembro de 1935, o Cardeal Lapuma foi nomeado Pro-Prefeito da Sagrada Congregação para os Religiosos, tornando-se Prefeito completo no dia 31 de dezembro seguinte. Ele foi um dos cardeais que participou do conclave papal de 1939 que selecionou o Papa Pio XII.
Lapuma morreu em Roma, aos 69 anos. Ele está enterrado no Campo Verano.